# Martinus J. G. Veltman
Martinus Justinus Godefriedus "Tini" Veltman (phát âm tiếng Hà Lan: [mɑrˈtinʏʃʏsˈtinʏs xoːdəˈfridʏs ˈtini ˈvɛltmɑn]; 27 tháng 6 năm 1931 – 4 tháng 1 năm 2021) là nhà vật lý lý thuyết người Hà Lan. Ông được trao giải Nobel Vật lý năm 1999 cùng với cựu sinh viên tiến sĩ của mình là Gerardus 't Hooft cho nghiên cứu của họ về lý thuyết hạt và tương tác điện yếu.

## Tiểu sử
Martinus Justinus Godefriedus Veltman sinh ngày 27 tháng 6 năm 1931 tại Waalwijk, Hà Lan. Bố ông là hiệu trưởng của một trường tiểu học địa phương. Ba anh chị em của bố ông cũng là giáo viên tiểu học. Mẹ ông hoạt động trong lĩnh vực dịch vụ và sở hữu một quán cafe nhỏ. Ông là con thứ tư trong gia đình 6 người con. Ông bắt đầu học ngành toán học và vật lý học tại đại học Utrecht năm 1948.
Lúc còn trẻ ông có niềm đam mê lớn với các thiết bị vô tuyến, mặc dù là một sở thích khó đạt được do khi ấy quân đội Đức đang chiếm đóng Hà Lan và thiết bị vô tuyến rất khó tìm mua.
Năm 1955, ông là trợ lý cho giáo sư Michels của phòng thí nghiệm Van Der Waals tại Amsterdam. Michels là một nhà vật lý thực nghiệm, nghiên cứu trong lĩnh vực vật lý áp suất cao. Veltman được giao nhiệm vụ lưu trữ các tài liệu thư viện và thường xuyên chuẩn bị các bài giảng cho Michels.
Sự nghiệp nghiên cứu của ông thăng tiến khi ông chuyển đến Utrecht để làm việc dưới quyền của Leon Van Hove vào năm 1955. Ông nhận bằng Thạc sĩ năm 1956, sau đó ông nhập ngũ trong hai năm, trở về vào tháng 2 năm 1959. Lúc đó Van Hove gợi ý ông làm nghiên cứu  tiến sĩ, mặc dù lúc này ông mới 27 tuổi. Ông lấy bằng Tiến sĩ vật lý lý thuyết năm 1963 và trở thành giáo sư tại Đại học Utrecht năm 1966.
Năm 1960, Van Hove trở thành giám đốc phân viện lý thuyết tại CERN ở Geneva, Thụy Sĩ, phòng thí nghiệm Năng lượng cao Châu Âu. Veltman theo ông đến đó vào năm 1961. Trong khi đó, vào năm 1960, ông kết hôn với Anneke, người đã sinh con gái Hélène của họ ở Hà Lan, trước khi chuyển đến Geneva để sống cùng với Martinus. Hélène tiếp bước cha mình và trong thời gian thích hợp đã hoàn thành luận án vật lý hạt với Mary Gaillard tại Berkeley, mặc dù hiện nay cô làm việc trong ngành tài chính ở London.
Năm 1963/64, trong lúc gia hạn thời gian ở SLAC, ông đã thiết kế chương trình máy tính Schoonschip để thực hiện thao tác ký hiệu với các phương trình toán học, hiện được coi là hệ thống máy tính đại số đầu tiên. Veltman tiếp tục quan tâm tới sử dụng máy tính để giải các vấn đề vật lý, ông gặp Stephen Wolfram năm 1979 để hỗ trợ dự án Chương trình thao tác ký hiệu (Symbolic Manipulation Program), tiền thân của phần mềm Mathematica hiện nay.
Veltman đã tham gia chặt chẽ vào thí nghiệm hạt neutrino của CERN năm 1963, phân tích hình ảnh khi chúng được tạo ra bởi các máy dò. Khi không có sự kiện ngoạn mục nào xuất hiện, sự nhiệt tình giảm dần, và sau một thời gian, Veltman và Bernardini là những người duy nhất phân tích các hình ảnh. Kết quả là Veltman trở thành người phát ngôn của nhóm tại Hội nghị Brookhaven năm 1963.
Năm 1971, Gerardus 't Hooft, sinh viên mới hoàn thành luận án tiến sĩ dưới sự hướng dẫn của Veltman, đạt bước đột phá khi tái chuẩn hóa thành công lý thuyết Yang–Mills. Họ chứng tỏ được rằng nếu các đối xứng của lý thuyết Yang–Mills được hiện thực thông qua chế độ phá vỡ đối xứng, như cơ chế Higgs, thì lý thuyết Yang–Mills có thể tái chuẩn hóa được. Việc tái chuẩn hóa lý thuyết Yang–Mills là một thành tựu lớn của ngành vật lý thế kỷ hai mươi.
Năm 1980, Veltman trở thành thành viên của Viện Hàn lâm Khoa học và Nghệ thuật Hoàng gia Hà Lan. Năm 1981, Veltman rời đại học Utrecht để đến đại học Michigan-Ann Arbor, và ông nghỉ hưu tại đây vào năm 1996. Sau đó, ông trở lại Hà Lan.
Ông được trao giải Nobel Vật lý năm 1999 cùng với 't Hooft, "cho lý giải cấu trúc lượng tử của lý thuyết tương tác điện yếu trong vật lý học". Veltman và 't Hooft cùng tham dự buổi lễ vinh danh tại đại học Utrecht khi giải được công bố.
Năm 2003, Veltman xuất bản một cuốn sách đại chúng về vật lý hạt, nhan đề Facts and Mysteries in Elementary Particle Physics.
Ngày 4 tháng 1 năm 2021, Veltman qua đời tại nhà riêng ở Bilthoven, Hà Lan.
Tiểu hành tinh 9492 Veltman mang tên ông.

## Các ấn phẩm
- Veltman, M. "Perturbation Theory of Massive Yang-Mills Fields", Utrecht Rijksuniversiteit (Hà Lan). Instituut voor Theoretische Fysica. Paris Univ., Orsay (France). Laboratoire de Physique Théorique et Hautes Energies, (Aug. 1968).
- Veltman, M. & J. Yellin. "Some Comments on the Decays of eta (550)", Brookhaven National Laboratory, Hoa Kỳ Department of Energy (through predecessor agency the Atomic Energy Commission), July 1966.
- Veltman, M. Facts and Mysteries in Elementary Particle Physics, World Scientific Publishing, 2003. ISBN 981-238-149-X.